# Camponotus andrewsi
Camponotus andrewsi é uma espécie de inseto do gênero Camponotus, pertencente à família Formicidae.